# アラン・ノット
アラン・フィリップ・エリック・ノット, MBE（英: Alan Philip Eric Knott, MBE、1946年4月9日 - ）は、イングランド・ベルベデーレ出身の元クリケット選手。元イングランド代表。ポジションはウィケットキーパー。
2013年にはクリケットのバイブルとして知られるウィズデン・クリケッターズ・アルマナックによって、150年間の歴代ワールドイレブンに選出された。